# Přebytek
Přebytek (německy Überschar) je osada rozkládající se na úpatí Závorníku kolem silnice III/29015 spojující Lázně Libverdu s Ludvíkovem pod Smrkem, která však úředně spadá do Ludvíkova pod Smrkem (je jeho základní sídelní jednotkou). První zdejší domy se začaly stavět po roce 1750. K roku 1834 je zaznamenán výskyt názvu osady ve tvaru Ueberschaar. V osadě pramení Přebytecký potok, který je levostranným přítokem Lomnice. Osada leží při východním okraji Přírodního parku Peklo.

## Původ názvu

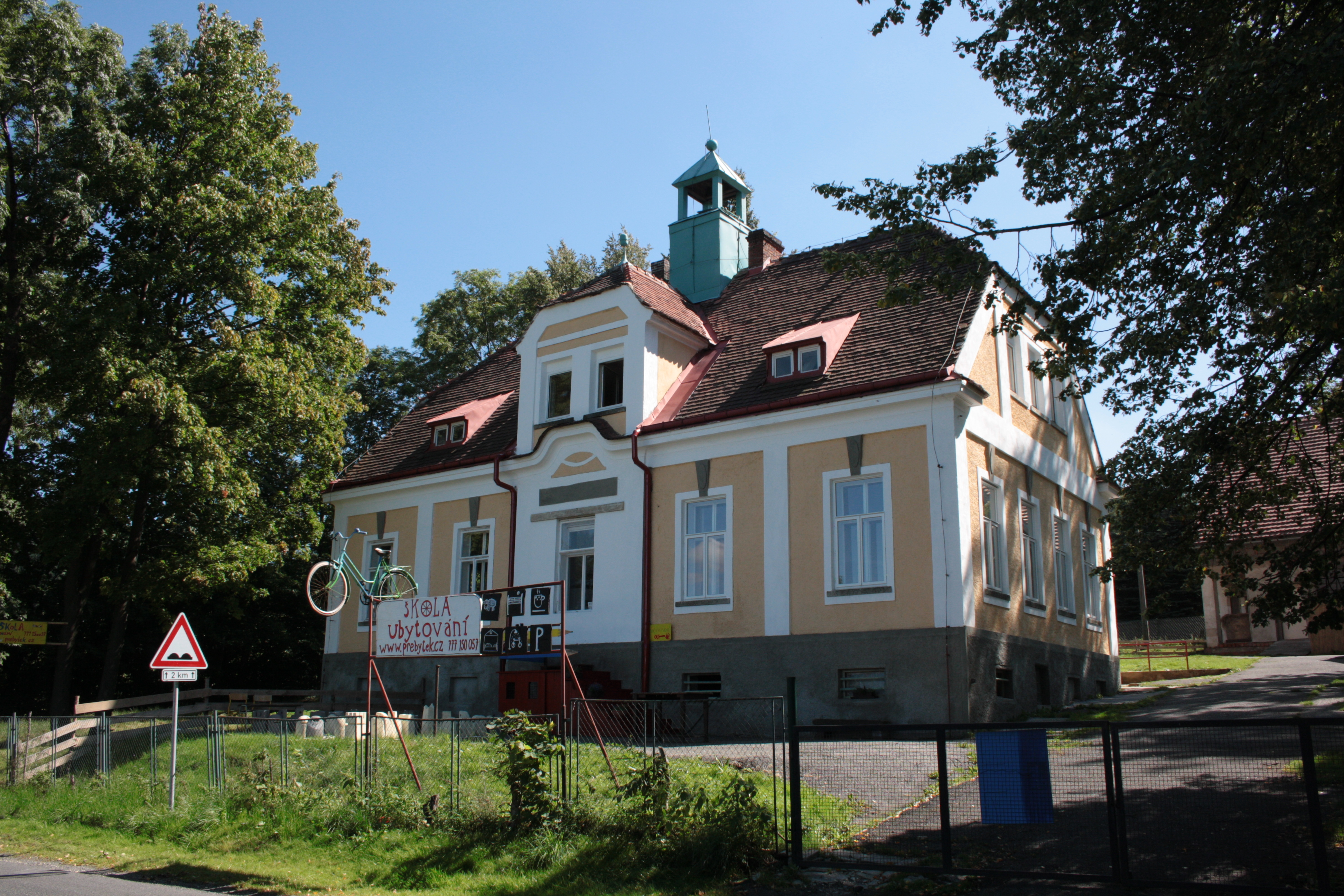
Budova bývalé místní školy

Výrazem „přebytek“, respektive německy „Überschar“ se označoval zbytek niv, jenž nebyl rozdělen při zakládání vsi.

## Jizerskohorské pomníčky v okolí
V okolí Přebytku se nacházejí dva pomníčky. Jihozápadně od osady je „Šafránkův kámen“ upomínající na sebevraždu zastřelením třiačtyřicetiletého Vladimíra Šafránka z Hejnic, k níž zde došlo 25. května 1981. Naproti tomu východním směrem od osady je „Kříž Martina Zejdy“ připomínající třicetiletého Martina Zejdu z Ludvíkova pod Smrkem, který chodil do Lázní Libverdy popíjet alkohol. Dne 22. srpna 2002 se cestou zpět do Ludvíkova v těchto místech pod vlivem alkoholu udusil svými zvratky.